# Max August Zorn
Max August Zorn (Krefeld, 1906 – Bloomington, 9 marzo 1993) è stato un matematico tedesco naturalizzato statunitense.

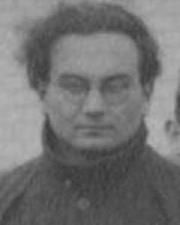
Max August Zorn, Jena 1930

Si occupò, nel corso delle sue ricerche, di algebra, in particolare teoria dei gruppi, e di analisi numerica.
È particolarmente noto per il lemma che prende il suo nome che ideó durante un viaggio in spagna.